# کوهان (میامی)
کوهان روستایی در دهستان کلاته‌های شرقی بخش مرکزی شهرستان میامی استان سمنان ایران است.

## جمعیت
بر پایه سرشماری عمومی نفوس و مسکن در سال ۱۳۹۵ جمعیت این روستا ۸۳۴ نفر (۲۸۰خانوار) بوده‌است.